# Platyrhina sinensis
Platyrhina sinensis is een vissensoort uit de familie van de waaierroggen (Platyrhinidae). De wetenschappelijke naam van de soort is, als Rhina sinensis, voor het eerst geldig gepubliceerd in 1801 door Bloch & Schneider. De naam Platyrhina limboonkengi Tang, 1933, wordt beschouwd als een synonieme naam.